# Baldwin (Michigan)
Baldwin is een plaats (village) in de Amerikaanse staat Michigan, en valt bestuurlijk gezien onder Lake County.

## Demografie
Bij de volkstelling in 2000 werd het aantal inwoners vastgesteld op 1107.
In 2006 is het aantal inwoners door het United States Census Bureau geschat op 1140, een stijging van 33 (3,0%).

## Geografie
Volgens het United States Census Bureau beslaat de plaats een oppervlakte van
3,3 km², geheel bestaande uit land. Baldwin ligt op ongeveer 266 m boven zeeniveau.

## Plaatsen in de nabije omgeving
De onderstaande figuur toont nabijgelegen plaatsen in een straal van 32 km rond Baldwin.